# Daniel Pérez Otero
Daniel Pérez Otero (28 de febrer de 1990) és un jugador de bàsquet que juga a la posició de base amb el Baxi Manresa a la lliga ACB.

## Formació
Format a les categories inferiors del  FC Barcelona des dels 13 anys, ha estat internacional en categories inferiors, essent company de generació de Ricky Rubio i Álex Hernández, amb els quals forma una de les generacions de directors de joc més talentoses de l'última època en el bàsquet base espanyol.

## Professional
Professionalment va començar jugant quatre anys a Lliga LEB, en quatre equips diferents, al filial del  FC Barcelona, al Lleida Bàsquet jugant 34 partits, amb percentatges de tir del 42% en 2 punts, 30% en triples i 74% en tirs lliures i 2,8 assistències per partit, al Menorca Bàsquet, on va aconseguir l'ascens a la Lliga ACB, i al  River Andorra, equip en el qual va ser el màxim assistent de la competició amb 5 assistències per partit i on va fer de mitjana 10,3 punts, 2,6 rebots, 1,6 recuperacions i 12,7 de valoració en 25 minuts de joc per partit. La seva gran temporada a Andorra li va valer per fitxar pel Bàsquet Fuenlabrada a partir de la temporada 2013-14, amb un contracte per dues temporades. A l'estiu de 2015 fitxa pel Quesos Cerrato Palencia de la Lliga LEB. Després d'aconseguir l'ascens a l'ACB amb l'equip de Palència, a l'abril de 2016 signaria pel CB Canàries fins a final de temporada.

## Equips
- Categories inferiors del FC Barcelona
- Lleida Bàsquet (2010-2011)
- Menorca Bàsquet (2011-2012)
- River Andorra (2012-2013)
- Baloncesto Fuenlabrada (2013-2015)
- Quesos Cerrato Palencia (2015-2016)
- Club Baloncesto Canarias (2016)
- Oviedo Club Baloncesto (2016-2017)
- San Sebastián Gipuzkoa Basket Club (2017-2019)
- Bàsquet Manresa (2019-)